# Неміри (Вишковський повіт)
Неміри (пол. Niemiry) — село в Польщі, у гміні Браньщик Вишковського повіту Мазовецького воєводства.
Населення — 304 особи (2011).
У 1975-1998 роках село належало до Остроленцького воєводства.

## Демографія
Демографічна структура станом на 31 березня 2011 року:
|          | Загалом | Допрацездатний вік | Працездатний вік | Постпрацездатний вік |
| -------- | ------- | ------------------ | ---------------- | -------------------- |
| Чоловіки | 147     | 28                 | 104              | 15                   |
| Жінки    | 157     | 25                 | 96               | 36                   |
| Разом    | 304     | 53                 | 200              | 51                   |